# Fenylgruppe
En phenylgruppe eller phenylring er en cyklisk gruppe med formlen C6H5. Phenylgrupper er relateret til benzen. Phenylgrupper har seks carbonatomer bundet sammen i en hexagonal plan ring, hvoraf fem af dem er bundet til individuelle hydrogenatomer, og det sidste carbon er bundet til en substituent. Phenylgrupper er almindelige i organisk kemi. Selvom de ofte blive afbildet som skiftevis dobbelt- og enkeltbindinger er phenylgrupper aromatiske og viser næste ens bindingslængde mellem carbonatomerne i ringen.